# Parti travailliste-socialiste de Gibraltar
Le Parti travailliste-socialiste du Gibraltar (en anglais : Gibraltar Socialist Labour Party, GSLP) est un parti politique de Gibraltar.

## Histoire
Le GSLP est le parti actif le plus ancien à Gibraltar, sa formation se situant dans la mouvance syndicale. Le parti est socialiste et démocrate : des promesses de dépenses publiques accrues et de meilleures pensions. Il soutient également de diminuer les salaires ministériels.
Depuis avril 2011, il est dirigé par Fabian Picardo, également chef du gouvernement depuis décembre de la même année. Il forme une alliance avec le Parti libéral de Gibraltar. Lors des élections de 2019, l'alliance obtient 10 sièges sur 17.

## Idéologie
Comme tous les partis à Gibraltar, le GSLP soutient l'autodétermination pour le territoire et s'oppose à la souveraineté espagnole. Le parti a historiquement été plus extrémiste dans son attitude envers l'Espagne que les Sociaux-démocrates de Gibraltar qui tendent vers une position conciliante.

## Présidents
- Joe Bossano (1978-avril 2011)
- Fabian Picardo (depuis avril 2011)

## Résultats électoraux

### Élections législatives
| Année | %    | Sièges |
| ----- | ---- | ------ |
| 1980  |      | 1 / 15 |
| 1984  | 34,2 | 7 / 15 |
| 1988  | 58,2 | 8 / 15 |
| 1992  | 73,1 | 8 / 15 |
| 1996  | 42,9 | 7 / 15 |
| 2000  | 25,6 | 5 / 15 |
| 2003  | 25,1 | 5 / 15 |
| 2007  | 31,8 | 4 / 17 |
| 2011  | 34,2 | 7 / 17 |
| 2015  | 47,8 | 7 / 17 |
| 2019  | 37,0 | 7 / 17 |
| 2023  | 35,4 | 7 / 17 |

### Élections législatives partielles
Lors des élections générales partielles de Gibraltar en 2013, Albert Isola a obtenu 4 889 voix soit 49,84 % des suffrages. Il est arrivé en première position et devient député remplacent Charles Bruzon.

### Députés actuels au parlement
| Nom                 | Depuis            |
| ------------------- | ----------------- |
| Joe Bossano         | 1980              |
| Albert Isola        | 1996-2000 et 2013 |
| Fabian Picardo      | 2003              |
| Gilbert Licudi      | 2007              |
| Paul Balban         | 2011              |
| John Cortes         | 2011              |
| Samantha Sacramento | 2011              |